# گورستان نقاره کول
گورستان نقاره کول در شهرستان املش، بخش رانکوه، روستای موسی کلایه واقع شده و این اثر در تاریخ ۲ آبان ۱۳۸۲ با شمارهٔ ثبت ۱۰۶۳۴ به‌عنوان یکی از آثار ملی ایران به ثبت رسیده است.